# Svatý Abibas
Předpokládá se, že svatý Abibas (1. století) byl druhorozeným synem Gamali'ela Staršího, který konvertoval ke křesťanství. Gamali'el byl členem sanhedrinu a slavný židovský učitel, který vyslýchal Ježíše a odsoudil ho k smrti. Podle dochovaných dokumentů se Abibas stal křesťanem a považuje se za jednoho z prvních, kteří konvertovali ke křesťanství. Bližší informace o jeho životě se nedochovaly.